# Connie Booth
Connie Booth (ur. 31 stycznia 1944) – amerykańska scenarzystka i aktorka, najbardziej znana z roli w brytyjskim serialu Hotel Zacisze. Jest byłą żoną Johna Cleese'a, z którym ma córkę Cynthię.

## Życiorys
Booth urodziła się w Indianapolis w stanie Indiana w USA, ale jej debiut w telewizji miał miejsce w Wielkiej Brytanii w 1968. Występowała epizodycznie w Latającym cyrku Monty Pythona oraz filmie Monty Python i Święty Graal jako kobieta oskarżona o czary. Wspólnie z Cleese'em napisała scenariusz Hotelu Zacisze i zagrała w nim pokojówkę Polly.
Booth i Cleese pobrali się 15 lutego 1968 i ich związek trwał do 1978, gdy się rozwiedli. Mają jedno dziecko, Cynthię Cleese (ur. 1971) z ich dziesięcioletniego małżeństwa.
Connie Booth grała później w wielu dramatach w brytyjskiej telewizji, a jej zdolność do zmiany akcentu na amerykański okazała się pomocna w wielu rolach, włączając w to Panią Errol w Little Lord Fauntleroy, adaptacji BBC i Pannę March w dramatyzacji The Buccaneers Edith Wharton.
Zakończyła karierę aktorską i obecnie jest psychoterapeutką w Londynie.